# Мішель Пакар

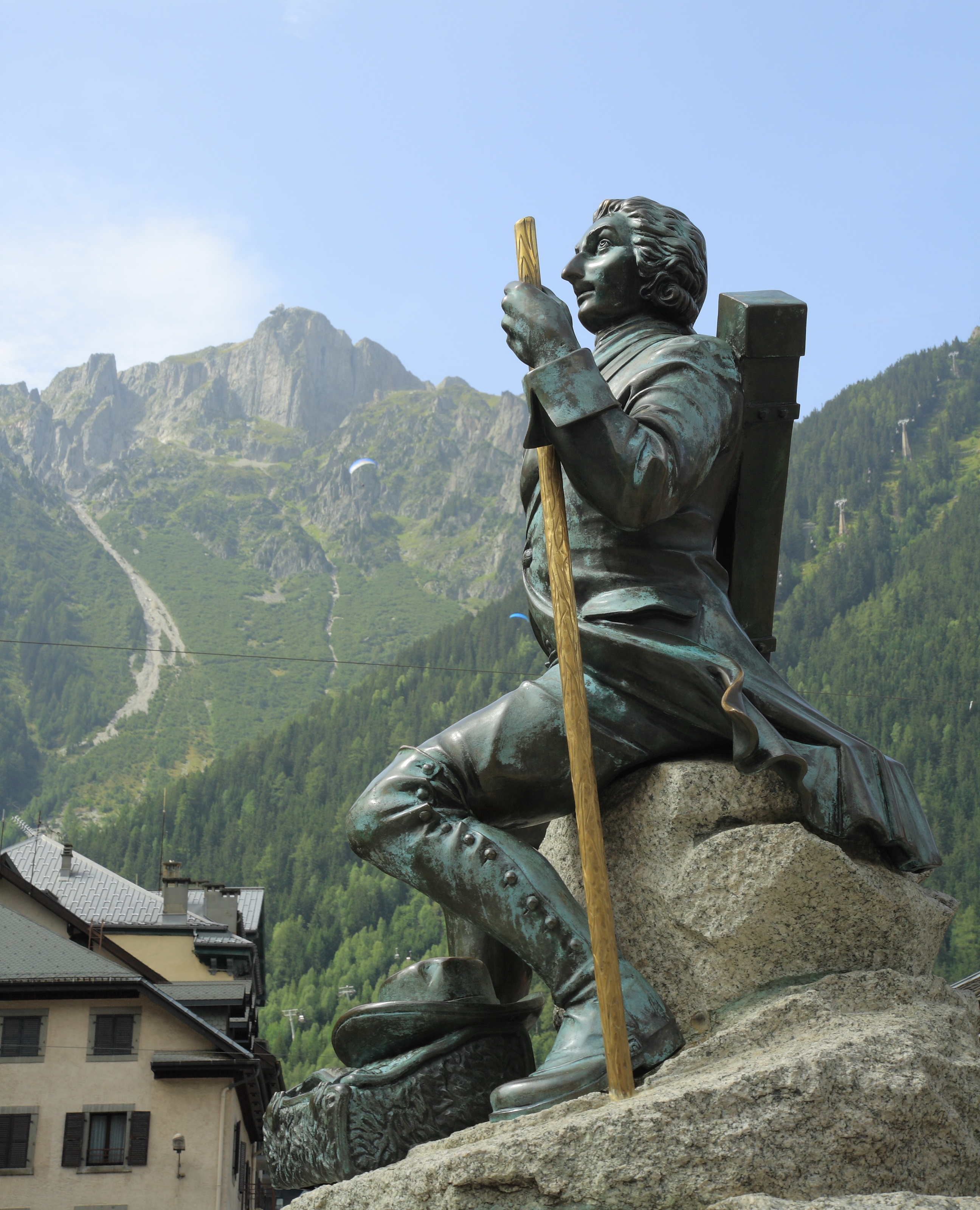
Пам'ятник Пакару в Шамоні

Мішель Пакар (або Пакард) (1757—1827) — швейцарський лікар. 8 серпня 1786 року разом з гірським провідником Жаком Бальма здійснив перше вдале сходження на гору Монблан — найвищу гору в Альпах і Західній Європі з висотою 4810 м, тим самим відкривши епоху альпінізму.
Хоча ініціатором та заохочувачем сходження був Жак Бальма, який сподівався отримати призначену за підкорення вершини премію, саме Пакар 8 серпня о 18 годині 23 хвилини, після 14 годин підйому, зійшов на вершину, підняв на ній прапор та зробив у щоденнику записи про температуру і тиск повітря, а також замальовки сусідніх вершин. Через 37 хвилин мандрівники розпочали спуск і ще через 4 години дійшли до гірської хатини.
Народився і виріс у місті Шамоні в сім'ї нотаріуса. Навчався на лікаря в Турині і Парижі. З раннього віку ходив у гори. Довго шукав підступи до Монблана. Після сходження одружився з сестрою Жака Бальма. У майбутньому став мировим суддею.

## Пам'ять
В Шамоні встановлений пам'ятник Пакару та Бальма, дата їхнього сходження святкується альпіністами багатьох країн як день народження цього виду спорту.